# Thane Baker
Walter Thane Baker, född 4 oktober 1931 i Elkhart i Kansas, är en före detta amerikansk friidrottare.
Baker blev olympisk mästare på 4 x 100 meter vid sommarspelen 1956 i Melbourne.